# Enana de Sculptor
La galaxia enana de Sculptor es una galaxia enana esferoidal situada en la constelación del mismo nombre a una distancia de 290 000 años luz del Sol y muy cerca del polo sur galáctico. Fue descubierta en 1937 por Harlow Shapley.
Es un satélite de la Vía Láctea y una galaxia enana esferoidal típica, con una metalicidad muy baja -solamente un 4 % de la de nuestra galaxia- y lo que parecen ser dos poblaciones estelares distintas, una más joven que la otra sobre la base de tener una metalicidad distinta.
Sculptor está compuesta en buena parte de materia oscura, con un 99 % de su masa en la forma de eso y solo el 1 % restante en la forma de estrellas; recientes investigaciones han mostrado además que esta está distribuida de manera uniforme por la galaxia y no concentrada en su centro cómo predicen los modelos.